# Selección de polo de Argentina
La selección de polo de Argentina es el representativo de polo de Argentina de manera internacional, su organización está a cargo de la Asociación Argentina de Polo. Históricamente ha sido una de las más fuertes del mundo, logrando dos medallas de oro en los Juegos Olímpicos  y es la que más veces ha ganado el Campeonato Mundial de Polo con cinco títulos, en los años 1987, 1992, 1998, 2011 y 2017.
Actualmente, el país no tiene una selección estable en la cual pueda alinear a sus mejores jugadores. Esto se debe a que Argentina posee la liga de polo más poderosa del mundo, los jugadores de más alto handicap del mundo y los mejores equipos del mundo. El nivel argentino en polo no tiene comparación; para mantener la competitividad a nivel internacional, la Federación Internacional de Polo (FIP) tiene reglamentado que en el Campeonato Mundial de Polo el máximo handicap por equipo sea de 14 goles. Argentina es la única selección que actualmente podría formar más de un equipo nacional de handicap 40, es decir, que todos sus jugadores tengan 10 goles de categoría, el máximo a nivel mundial.

## Argentina en los Juegos Olímpicos
Argentina ha obtenido dos medallas de oro. En los Juegos Olímpicos de París 1924 y en los Juegos Olímpicos de Berlín 1936.
En 1924, la selección argentina representada por Arturo Kenny, Juan Miles, Guillermo Brooke Naylor, Juan Nelson, Enrique Padilla y Alfredo Peña, venció a España, Estados Unidos y a Inglaterra, ganando a Francia por 15 goles a 2 en la final 
En 1936, fue la última vez en que el polo fue deporte olímpico. La selección estuvo integrada por Luis Duggan, Roberto Cavanagh, Andrés Gazzotti, Manuel Andrada y Juan Nelson y venció al Reino Unido en la final.

## Argentina en los mundiales
La Selección Argentina ganó un total de 5 mundiales, fue segunda en uno y tercera en dos. Ha sido tradicionalmente la dominadora absoluta, sin embargo en 2004 fue eliminada en primera ronda y en 2008 no participó del mundial, al no participar en la clasificación. Esto se debió a que no tomaba muy en cuenta este torneo y se dedicaba a su potente liga que no tiene límite de handicap, a diferencia de este torneo que tiene un máximo de 14 goles de handicap. Ya en 2011 logró volver a su nivel internacional habitual quedándose con el oro en el Campeonato Mundial de Polo de Estancia Grande en San Luis.

### Buenos Aires 1987
Este fue el primer mundial de la historia y se celebró en Buenos Aires donde Argentina se alzaría con el título al relegar al segundo lugar a México.
Los locales fueron campeones formando con Diego Dodero, Martin Vidou, Esteban Panelo y Bautista Heguy.

### Berlín 1989
En este mundial Argentina participó por segunda vez y a pesar de ser el campeón defensor fue eliminado en semifinales, aunque le ganó a Chile el tercer puesto.
El cuarteto mundial estaba conformado por Javier Tanoira, Simon De Iriondo, Guillermo Kemp y Matias MacDonugh.

### Santiago de Chile 1992
El mundial volvía a Sudamérica, esta vez a Santiago de Chile y Argentina participaba por tercera vez consecutiva.
En primera ronda venció a Guatemala e Inglaterra y en semifinales venció a Estados Unidos.
En la final se enfrentó al conjunto local, venciéndolo por 12 goles a 7.

### St. Moritz 1995
Argentina, formando con Gonzalo von Wernicke, Lucas Monteverde, Javier Novillo e Ignacio Figueras, asistía a su cuarto mundial consecutivo.
En primera ronda venció a Suiza y a México, en la semifinal a Inglaterra por 15 a 10 y en la final cayó por 11 goles a 10 contra Brasil.

### Santa Bárbara 1998
En 1998 el mundial se realizó en Santa Bárbara (California), Estados Unidos. Argentina vivió una revancha ya que le ganó a Brasil, reviviendo la final del mundial pasado, pero esta vez ganando por 13 goles a 8 y Argentina logró así su tercer título mundial.
Los jinetes campeones fueron Lucas Labat, Pablo Spinacci, Gerardo Colaroen y Ramiro Guiñazú.

### Melbourne 2001
Al mundial de Melbourne, Australia, Argentina llegaba nuevamente como campeón defensor y nuevamente fue eliminada en semifinales para luego hacerse con el tercer puesto.

### Chantilly 2004
El torneo que se celebró en Chantilly, Francia, fue el más decepcionante para Argentina al no conseguir pasar la primera fase y ubicándose así en el quinto lugar.

### Estancia Grande 2011
Se llevó a cabo en Estancia Grande, en la Provincia de San Luis, Argentina.
El seleccionado local venció en la final al seleccionado Brasileño por 12 goles a 11 y obteniendo el que sería el cuarto título mundial para el país.
Argentina jugó la final con Pablo Llorente, Alfredo Capella, Martín Inchauspe y Salvador Jauretche; y fueron dirigidos por Martín Zubía.

### Santiago de Chile 2015
Llevado a cabo en la comuna de Vitacura, en Santiago de Chile, este mundial le dio a la selección argentina un mal trago igual al de Chantilly 2004, ya que quedó eliminada en primera ronda y en quinto lugar.
Fue derrotada por Estados Unidos y Brasil, en ambas oportunidades únicamente por un gol de diferencia.

### Sídney 2017
Luego de su pobre actuación en el mundial anterior, Argentina volvió a demostrar su jerarquía y habilidad de juego al coronarse campeón en Sídney, Australia, al derrotar por 8 goles a 7 al por entonces vigente campeón, Chile.

### Resumen mundialista
| Campeonato Mundial de Polo | Campeonato Mundial de Polo | Campeonato Mundial de Polo | Campeonato Mundial de Polo | Campeonato Mundial de Polo | Campeonato Mundial de Polo |
| -------------------------- | -------------------------- | -------------------------- | -------------------------- | -------------------------- | -------------------------- |
| 1987:                      | Medalla de oro             | 1989:                      | Medalla de bronce          | 1992:                      | Medalla de oro             |
| 1995:                      | Medalla de plata           | 1998:                      | Medalla de oro             | 2001:                      | Medalla de bronce          |
| 2004:                      | 1.ª ronda                  | 2008:                      | No clasificó               | 2011:                      | Medalla de oro             |
| 2015:                      | 1.ª ronda                  | 2017:                      | Medalla de oro             |                            |                            |

## Argentina en los Juegos Panamericanos
En los Juegos Panamericanos, el polo fue incluido solo en la primera edición de este evento en 1951 donde la Selección argentina obtuvo la medalla de oro.

## Argentina en el Torneo Super Naciones
En el Copa de Supernaciones de Polo Argentina es la única selección de América en ganar este importante torneo luego  del mundial de polo y el polo en juegos  olímpicos, ganándolo en 2012 en Tianjin, China.

## Argentina en las Américas
En la Copa de las Américas, en el torneo continental, Argentina ganó 6 de las 8 ediciones que se disputaron, las otras dos ganadas por EE. UU.

## Otros torneos
En la Copa de las Naciones de polo Argentina obtuvo 5 de las 7 ediciones.
Además ha ganado torneos de alto prestigio en Inglaterra y resto de Europa.